# France (paquebot de 1864)
Pour les articles homonymes, voir France (homonymie), section Navires.
Le paquebot France de 1864 fut le premier du nom. Il a été construit en tôles de fer, au chantier de Penhoët (Loire-Atlantique) pour la Compagnie générale transatlantique et fut lancé le 1er octobre 1864.

## Caractéristiques
- Longueur : 108 mètres
- Puissances des machines : 850 CV
- Vitesse maximale : 13 nœuds

## Services
En 1874, dix ans après sa mise en service, il subit des modifications importantes. Il est allongé de 12 mètres et sa propulsion à roues à aubes lui sont retirées. Des machines plus puissantes, avec hélice remplacent celles d'origine. On installe un troisième mât. France participera à l'expédition du Tonkin, entre deux voyages. Il sera finalement vendu à la démolition en 1910.